# Henri Jan Wienese
Henri Jan Wienese (ur. 4 czerwca 1942 w Amsterdamie) – holenderski wioślarz, złoty medalista olimpijski.

## Kariera
Wystąpił na igrzyskach olimpijskich w Meksyku w 1968, gdzie zwyciężył w jedynkach. W finale o 4,20 sekundy wyprzedził Jochena Meißnera z RFN i o 9,39 sekundy Argentyńczyka Alberto Demiddiego. Był to jego jedyny start olimpijski.
W tej samej konkurencji wywalczył srebrny medal na mistrzostwach świata w Bledzie w 1966. Tym razem lepszy okazał się Donald Spero z USA; trzecie miejsce zajął tam Jochen Meißner. 
Ponadto zdobywał brązowe medale w jedynkach na mistrzostwach Europy w Duisburgu (1965) i mistrzostwach Europy w Vichy (1967)
Wnukiem jego siostry jest francuski koszykarz, Tony Parker.